# 托倫瑟河
53°53′57″N 13°01′56″E / 53.8992114°N 13.0322274°E

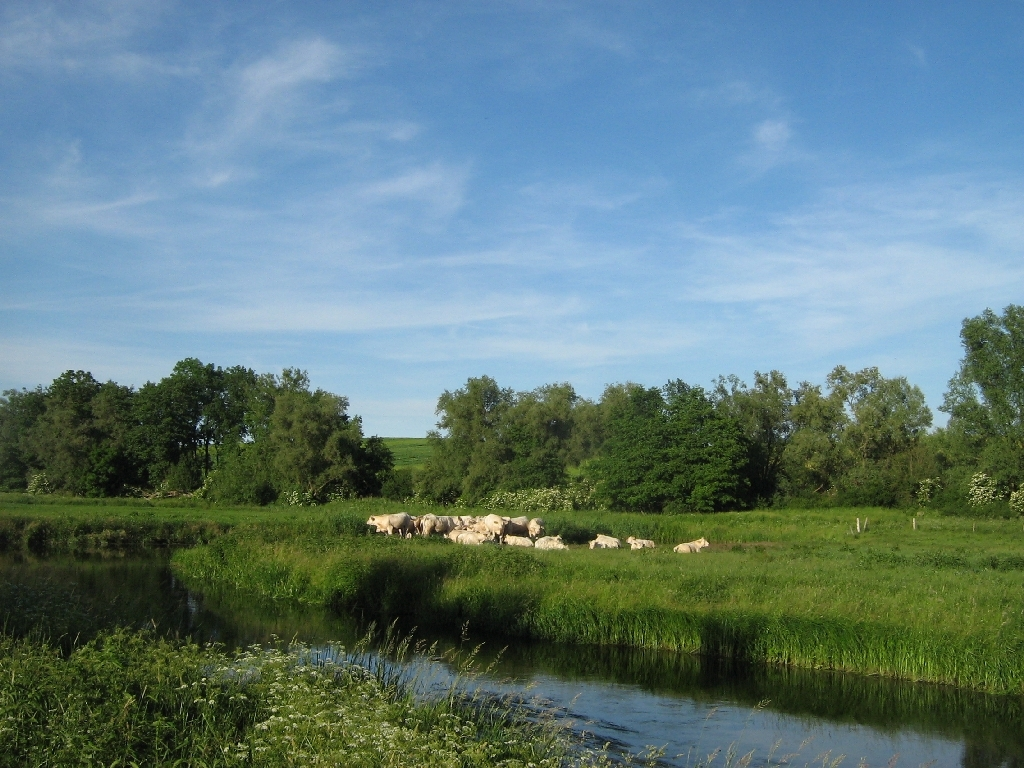
托倫瑟河

托倫瑟河（德語：Tollense），是德國的河流，位於該國東北部，由梅克倫堡-前波美拉尼亞州負責管轄，屬於佩訥河的右支流，河道全長95.8公里，流域面積1,799平方公里。